# Europa (série littéraire)
Pour les articles homonymes, voir Europa.
Europa est une série de romans policiers pour la jeunesse écrits par Béatrice Nicodème et Thierry Lefèvre et parue chez Nathan. Chaque tome se déroule dans un pays d'Europe différent.

## Synopsis
On suit les aventures des enfants Cavendish, Jonathan  et Olivia, entraînés dans des enquêtes qui les dépassent lors de leurs voyages dans différents pays d'Europe, où ils suivent leur mère et sont parfois rejoints par leur père. Les deux adolescents suivent des cours par correspondance et ont donc beaucoup de loisir...  
Leur journal intime, le log book rédigé par l'un et l'autre en alternance, raconte leurs aventures. À la fin de chaque roman, on trouve tantôt une recette (proposée par Olivia) du pays visité, tantôt une légende, tantôt un lexique des expressions farfelues inventées par Jon...

## Personnages
- Christopher, le père de Jon, d'origine écossaise, est souvent absent, accaparé par des chantiers lointains (Dubaï...), raison pour laquelle les enfants le surnomment Fuseau-horaire ou Étoile-filante. Il a épousé Tiphaine alors qu'elle était déjà enceinte de Vittorio, un séducteur napolitain, dont Olivia est la fille.
- Tiphaine, leur mère, d'origine française, écrit des guides touristiques et parcourt donc le monde pour ses recherches. Elle aussi a droit à ses surnoms : de la Sardine (« parce qu’elle est née à Douarnenez ») à Chouchen (« quand elle est sympa »). Même son énorme sac qui est surnommé Double-fond...
- Olivia est l'aînée. Elle aime cuisiner et s'efforce toujours d'être réaliste et logique.
- Jonathan surnommé Jon aime s'occuper de sa plante et imaginer des aventures mystérieuses, jusqu'à ce qu'il les vive réellement ! Il est passionné d'ornithologie et amateur de mots-valises tels que abominatroce, morbidace ou vomifiant.

## Titres
- tome 1 Dossier Morden
  - Nathan, 2007,  (ISBN 2092513540)

L'histoire se déroule en Norvège, pas très loin du cercle arctique, où les deux adolescents rencontrent leur voisin, éleveur de saumons. Curieux et désœuvrés, ils épient ses faits et gestes, surtout depuis la réception par ce dernier d'un SMS dont le dernier mot déchiffrable est : KILLER, suivie de peu par la découverte d'un cadavre dans ses filets de pêche...
- tome 2 Deux morts à Venise
  - édition poche (Nathan, 2010, coll. Nathan Poche 11 Ans Et +)  (ISBN 2092526715)

Encore perturbés par leurs découvertes macabres du premier tome, les deux adolescents suivent leurs parents réunis cette fois à Venise. Olivia tombe sous le charme d'un Vénitien, ce qui énerve son frère, qui ne peut s'empêcher de s'intéresser à leurs étranges voisins, jusqu'à imaginer un nouveau scénario dramatique expliquant la découverte d'un cadavre dès le premier jour. De la place Saint-Marc à la Lagune, en passant par les bouches de dénonciation...
- tome 3 Noirs complots sur Bruxelles
  - édition poche (Nathan, 2010, coll. Nathan Poche 11 Ans Et +)  (ISBN 2092526723)

Jon et Olivia se rendent seuls à Bruxelles, leur mère étant retenue au dernier moment à Paris. Mais ils découvrent un homme prenant un bain dans leur chambre, puis Jon aperçoit Tiphaine dans le métro en compagnie d’un homme de type italien. Il s'imagine qu'elle a retrouvé quatorze ans après Vittorio, le père biologique d’Olivia. Puis le mystère ne fait que s'épaissir autour d'un vieux peintre célèbre sur le point de mourir...
- tome 4 Sale nuit à Londres
  - Nathan, 2009,  (ISBN 2092516248)

Pour se remettre de toutes ces émotions passées et combattre la morosité familiale, la famille Cavendish est allée passer Noël à Londres. Mais la première soirée dérape lorsque, pendant l’entracte du Fantôme de l'Opéra, un groupe d'agresseurs cagoulés kidnappent un jeune Anglais ainsi qu'Olivia et Jonathan, qui en ont trop vu...